# 善竹幸四郎
善竹 幸四郎（ぜんちく こうしろう、1916年 7月30日 - 1999年6月4日）は、日本の狂言方大蔵流能楽師。

## 経歴
初世善竹彌五郎の四男として生まれる。長兄に初世善竹忠一郎が、弟に善竹圭五郎がいる。また大蔵流宗家に養子へ行った二十四世大蔵彌右衛門は次兄に当たる。
金春流宗家より父彌五郎が善竹の姓を受け、一家をあげて改姓した。晩年は関西狂言界の長老として活躍していた。
1999年6月4日に死去。享年82。